# Йоганнес Франц
Йоганнес Франц (нім. Johannes Franz; 18 травня 1907 — 26 січня 1964) — німецький офіцер-підводник, корветтен-капітан крігсмаріне.

## Біографія
26 жовтня 1926 року вступив в рейхсмаріне. З 5 жовтня 1937 по 5 червня 1939 і з 8 липня 1939 року — командир підводного човна U-27. 23 серпня 1939 року вийшов у свій перший і останній похід. Потопив 2 британські парові траулери загальною водотоннажністю 624 тонни, при цьому ніхто з британців не загинув.
| Дата            | Назва           | Тоннаж | Екіпаж |
| --------------- | --------------- | ------ | ------ |
| 13 вересня 1939 | Davara          | 291    | 12     |
| 16 вересня 1939 | Rudyard Kipling | 333    | 13     |

20 вересня 1939 року британські есмінці «Форчун», «Фокнор» і «Форестер» проводили протичовнові заходи, розшукуючи ворожі субмарини, коли вийшли в район патрулювання U-27. Човен випустив 3 торпеди, але всі пройшли мимо цілей, тоді британці атакували його глибинними бомбами, примусивши спливти на поверхню. Всі 38 членів екіпажу були взяті в полон, а човен був затоплений, ставши другим німецьким підводним човном, потопленим під час Другої світової війни.

## Звання
- Морський кадет (26 жовтня 1926)
- Фенріх-цур-зее (1 квітня 1928)
- Лейтенант-цур-зее (1 жовтня 1930)
- Оберлейтенант-цур-зее (1 квітня 1933)
- Капітан-лейтенант (1 квітня 1936)
- Корветтен-капітан (1 квітня 1941)

## Нагороди
- Медаль «За вислугу років у Вермахті» 4-го і 3-го класу (12 років)